# Детройт (Мен)
Детройт (англ. Detroit) — місто (англ. town) в США, в окрузі Сомерсет штату Мен. Населення — 885 осіб (2020).

## Демографія
Згідно з переписом 2010 року, у місті мешкали 852 особи в 337 домогосподарствах у складі 237 родин. Було 382 помешкання
Расовий склад населення:
| - 98,6 % — білих - 0,7 % — корінних американців - 0,1 % — чорних або афроамериканців |

До двох чи більше рас належало 0,6 %. Частка іспаномовних становила 1,2 % від усіх жителів.
За віковим діапазоном населення розподілялося таким чином: 23,9 % — особи молодші 18 років, 63,3 % — особи у віці 18—64 років, 12,8 % — особи у віці 65 років та старші. Медіана віку мешканця становила 41,5 року. На 100 осіб жіночої статі у місті припадало 101,9 чоловіків;  на 100 жінок у віці від 18 років та старших — 101,2 чоловіків також старших 18 років.
Середній дохід на одне домашнє господарство  становив 60 343 долари США (медіана — 40 625), а середній дохід на одну сім'ю — 67 750 доларів (медіана — 46 250). Медіана доходів становила 56 667 доларів для чоловіків та 36 103 долари для жінок. За межею бідності перебувало 22,3 % осіб, у тому числі 28,1 % дітей у віці до 18 років та 12,2 % осіб у віці 65 років та старших.
Цивільне працевлаштоване населення становило 395 осіб. Основні галузі зайнятості: освіта, охорона здоров'я та соціальна допомога — 23,5 %, роздрібна торгівля — 21,0 %, будівництво — 10,9 %, транспорт — 10,1 %.